# Gerichtsamt Wermsdorf
Das Gerichtsamt Wermsdorf war in den Jahren zwischen 1856 und 1873 die unterste Verwaltungseinheit und nach der Abschaffung der Patrimonialgesetzgebung im Königreich Sachsen Eingangsgericht. Es hatte seinen Amtssitz in der Gemeinde Wermsdorf.

## Geschichte
Nach dem Tod des Königs Friedrich August II. von Sachsen wurde unter dessen Nachfolger König Johann nach dem Vorbild anderer Staaten des Deutschen Bundes die Abschaffung der Patrimonialgesetzgebung verordnet. An die Stelle der bisher im Königreich Sachsen in Stadt und Land vorhandenen Gerichte der untersten Instanz traten die zentral gelegenen Bezirksgerichte und Gerichtsämter in nahezu allen größeren Städten. Die Details der Verwaltungsreform regelten das sächsische Gerichtsverfassungsgesetz vom 11. August 1855 und die Verordnung über die Bildung der Gerichtsbezirke vom 2. September 1856.
Stichtag für das Inkrafttreten der neuen Behördenstruktur im Königreich Sachsen war der 1. Oktober 1856. Das neugebildete Gerichtsamt Wermsdorf unterstand dem Bezirksgericht Oschatz. Der Gerichtsbezirk war Teil der Amtshauptmannschaft Grimma innerhalb der Kreisdirektion Leipzig. Aufgelöst wurden das Justizamt Mutzschen zu Wermsdorf. Hinzu kamen die 1835 bis 1856 aufgehobenen Patrimonialgerichte.
Der Sprengel des Gerichtsamt Wermsdorf umfasste folgende Ortschaften:
| - Wermsdorf - Ablaß - Böhlitz mit der Mehlisschänke - Brösitz (Prösitz) - Cannewitz - Colm - Denkwitz - Döbern - Fremdiswalde - Gastewitz bei Mutzschen - Göttwitz - Großquerbitzsch - Hubertusburg mit Schloss und Anstalt | - Jenkewitz - Kleinquerbitzsch - Köllmichen mit Leipen - Löbschütz - Lüptitz - Mahlis - Mannewitz - Merschwitz - Mutzschen - Niedergrauschwitz - Obergrauschwitz - Pommlitz bei Mügeln - Reckwitz | - Remsa - Roda - Sachsendorf - Serka - Thümlitz - Wadewitz bei Mutzschen - Wagelwitz - Wäldgen - Wetteritz - Wiederoda - Zschannewitz bei Mutzschen - Albertsdorfer Mark - Wermsdorfer und Luppaer Forstrevier |

Das Gerichtsamt Wermsdorf wurde zum 31. Dezember 1873 aufgehoben. Sein Sprengel wurde wie folgt aufgeteilt:
| | |                                                           |                                                       |
| Gerichtsamt Mügeln - Wermsdorf - Ablaß - Großquerbitzsch - Hubertusburg mit Schloss und Anstalt - Kleinquerbitzsch - Lüptitz - Mahlis - Mannewitz - Niedergrauschwitz - Obergrauschwitz - Pommlitz bei Mügeln - Reckwitz - Remsa - Wadewitz bei Mutzschen - Wiederoda - Zschannewitz bei Mutzschen - Wermsdorfer und Luppaer Forstrevier | Gerichtsamt Grimma - Böhlitz mit der Mehlisschänke - Brösitz (Prösitz) - Cannewitz - Denkwitz - Döbern - Gastewitz bei Mutzschen - Göttwitz - Jenkewitz - Köllmichen mit Leipen - Löbschütz - Merschwitz - Mutzschen - Roda - Serka - Thümlitz - Wagelwitz - Wetteritz | Gerichtsamt Wurzen - Fremdiswalde - Sachsendorf - Wäldgen | Gerichtsamt Oschatz - Colm mit der Albertsdorfer Mark |

## Schriftliche Überlieferung
Die Archivalien des Gerichtsamts Wermsdorf werden als Bestand 20111 Gerichtsamt Wermsdorf heute im Sächsischen Staatsarchiv – Staatsarchiv Leipzig verwaltet.

## Richter
Die Leiter des Gerichtsamts trugen den Titel Gerichtsamtmann. Dies war:
- 1856–1873: Carl Heinrich Hermann Glöckner (vorher Amtmann beim Justizamt Mutzschen)

## Weblink
- Eintrag zum Gerichtsamt Wermsdorf im Digitalen historischen Ortsverzeichnis von Sachsen